# Алеманда

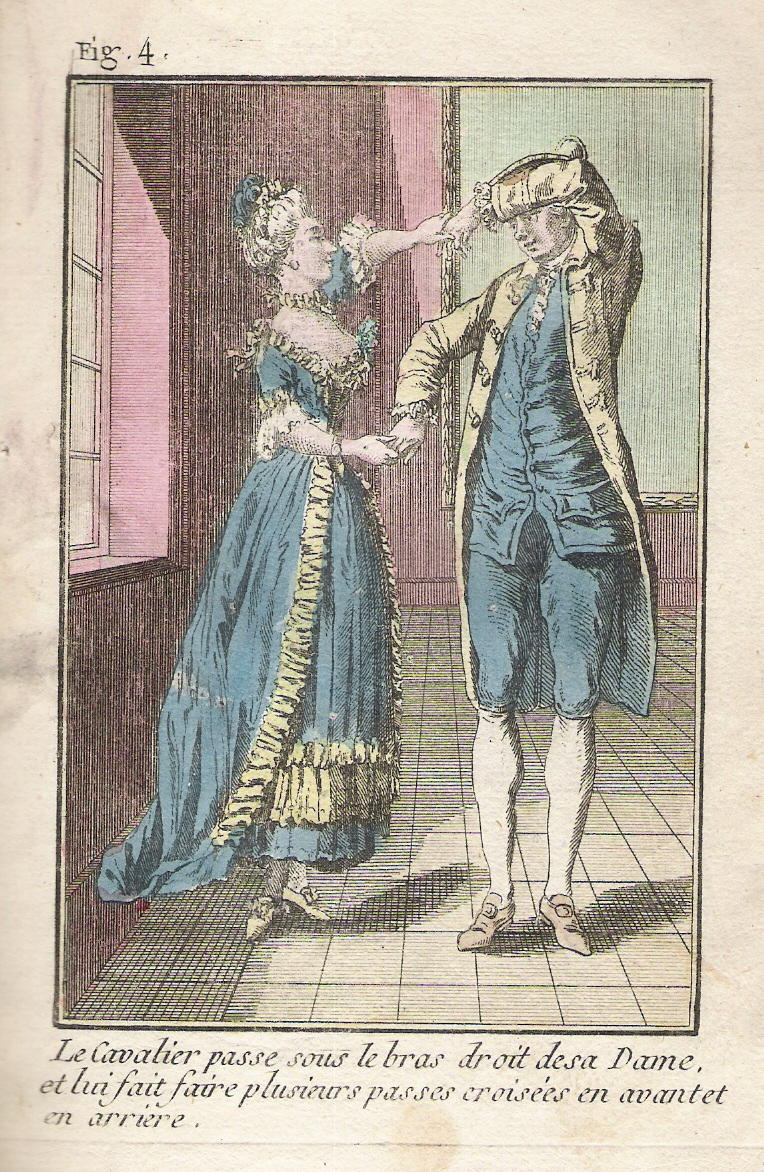

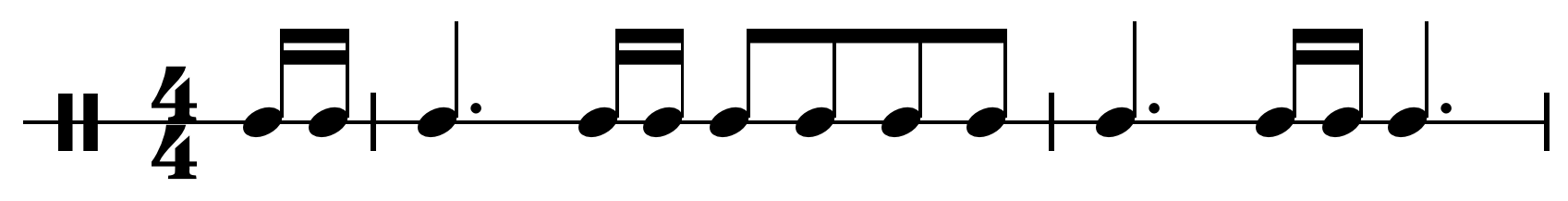
Темп Аллеманде

Алема́нда (фр. allemande, allemanda, almain(e), або alman(d) — укр. «Німецький (танець)») — старовинний німецький танець помірного темпу з рахунком на 4, якому властива пластичність жестів, величавість характеру. Виник у 16 ст. у Великій Британії, поширився в Західній Європі у 16—17 ст.
Танець епохи відродження та бароко, один з найпопулярніших інструментальних танцювальних стилів у музиці епохи бароко. Відомими прикладами у музиці є твори Куперена, Перселла, Баха і Генделя. 
В музиці західно-європейського бароко алеманда — перша частина інструментальної сюїти. В сучасній музиці зустрічається як стилізація під старовину.
Серед українських композиторів до жанру алеманди зверталися М. Лисенко («Українська сюїта у формі старовинних танців»), В. Косенко («11 етюдів у формі старовинних танців»), Є. Юцевич («Сюїта в старовинному стилі» для фортепіано ), І. Шамо («Класична сюїта» для фортепіано ), М. Скорик (Сюїта для струнного оркестру), Я. Вєрєщагін («Маленька класична сюїта» для фортепіано ) та інші.

## Історія
Аллеманде виник у XVI столітті. Тактовий розмір: 2/4. Темп середній. Цей танець, швидше за все, походить від танців, що були популярними в той час у Німеччині. З формою Аллеманде експериментували французькі композитори, вони зробили його більш вільним у відношенні темпу, перенісши тактовий розмір у 4/4. Характерними рисами танцю є відсутність синкоп, тональна і мелодійна контрастність. Німецькі композитори, такі як Йоганн Якоб Фробергер та Йоганн Себастьян Бах, вільно поводились з формою Аллеманде для клавіру, хоча Аллеманде для декількох інструментів виглядають у них більш традиційно.
Італійські й англійські композитори обходилися з Аллеманде вільніше, використовуючи контрапункт і більшу різноманітність в темпах. Арканджело Кореллі писав Аллеманде від largo до presto. Англійський Аллеманде відомий з рукописів, де описується близько десяти, часом дуже схожих, варіантів виконання цього танцю.
Наприкінці XVIII століття слово «Аллеманде» почали використовувати для позначення нового танцю у темпі 3/4 «Douze allemande» Карла Марії фон Вебера (op.4, 1801 р.) який передував появі вальсу.